# آریستوفان

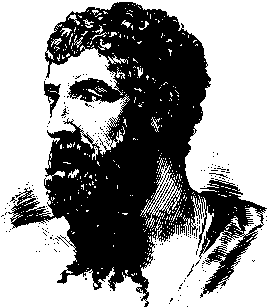
آریستوفان

آریستوفان، نمایشنامه نویس یونان باستان، در سال ۴۴۸ پیش از میلاد به دنیا آمد. پدر وی فیلیپوس نام داشت و در آئیگینا می‌زیسته است. تولد و دوران جوانی او مصادف با اوج قدرت پریکلس پایه‌گذار دموکراسی آتن بود. در این باره که آریستوفان اصالتاً آتنی بوده باشد تردید وجود دارد و شاید همین امر باعث گردید تا مدتی نتواند کمدی‌هایش را با نام حقیقی خود به نمایش بگذارد. آریستوفان پسری به نام آراروس داشت که بعدها شغل پدر را دنبال کرد و دو نمایشنامهٔ آخر آریستوفان را او به نمایش گذاشت. سال وفات آریستوفان را ۳۸۰ پیش از میلاد ذکر کرده‌اند.

## آثار
از مجموع آثارش که در حدود ۴۴ نمایشنامه بوده دوازده کمدی کامل و قطعاتی پراکنده به دست آمده است. این آثار عبارتند از: آخارنی‌ها (۴۲۵ پ. م)، سلحشوران (۴۲۴ پ. م)، صلح (۴۲۱ پ. م)، ابرها (۴۲۳ پ. م)، پرندگان (۴۱۱۴ پ. م)، لیسیستراتا (۴۱۱ پ. م)، قورباغه‌ها (۴۰۵ پ. م)، زنبوران (۴۲۲ پ. م)، مجمع زنان (۳۹۲ پ. م) تسموفوریازوس (۴۱۰ پ. م)، اکلزوسیازوس (۳۹۱ پ. م) و پلوتوس (۳۸۸ پ. م).
از میان این آثار نُه اثر نخستین اختصاص به دوره‌ای دارند که به کمدی قدیم معروف است و مهم‌ترین ویژگی آن جنبهٔ تند سیاسی و انتقادهای شدید از سیاستمداران است. اما آثار واپسین که به دورهٔ کمدیِ میانه تعلق دارند از لحن انتقادی نرم تری برخوردارند و جنبه‌های سیاسی در آن‌ها کمرنگ تر است. نمایشنامه ابرها، پرندگان و قورباغه‌ها نسبت به باقی آثار از شهرت بیشتری برخوردار است. ابرها هجویه‌ای علیه سقراط است. پرندگان بزرگ‌ترین و برجسته‌ترین اثر سیاسی اوست. آریستوفان در این اثر با استفاده از وجود اندیشهٔ پرواز در اساطیر یونانی، کهن‌ترین آرزومندی انسان را برای پرواز به نمایش می‌گذارد؛ و کتاب قورباغه‌ها را می‌توان نخستین نقد ادبی جهان قلمداد کرد که بر ضد اوریپید نوشته شده است.
نخستین نمایشنامهٔ آریستوفان با نام آخارنی‌ها یا مردم آخارن در سال ۴۲۵ پ. م در یکی از جشن‌های یونان به نمایش گذاشته شد. اما آریستوفان پیش از آن، با ارائهٔ دو نمایش سورخواران و بابلی‌ها، که هر دو اثر مفقود شده‌اند، شهرتی کسب کرده‌بود. آریستوفان در کمدی‌هایش با قلم طنز خود بر ضد سیاستمداران عوام‌فریب و مستبدان دموکرات‌مآب قد علم می‌کند.

## اجرا
در آتن و شهرهای اطراف آن اجراهایی نمایشی به نام کوموس یا رقص‌ها و آوازهای دسته جمعی مرسوم بوده است که اجراکنندگان اغلب لباس‌های مضحک بر تن می‌کردند و صورتک بر چهره می‌زدند و خود را به هیئت جانوران درمی‌آوردند. این نمایش‌ها صرفاً برای وقت گذرانی نبوده و اغلب غایتی دیگر نیز داشته‌اند و بسا اوقات جزو نوعی از مراسم اعیاد مذهبی بوده‌اند.

## از دیدگاه دیگران
اچ.جی. رز در تاریخ ادبیات یونان آریستوفان را چنین توصیف می‌کند: اما عظمت آریستوفان به سنت‌های بینابینی و میانه‌ای که در آن کار می‌کرد استوار نیست. وی علاوه بر اینکه شاعری بزرگ و مردی بسیار ظریف و نکته بین بود به معنای وسیع کلمه نوع پرست و نوع دوست بود. شخصیت اصلی نمایشنامه‌هایش همیشه آدمی عادی است به صورتی که خود می‌دید و پیامش اگر بتوان در جمله‌ای خلاصه اش کرد سودمندی و نقش ذوق و عقل سلیم در چنین شخصی است و اگر این کیفیت را از خلال تمام بی قاعدگی‌های ناشی از جهل و تعصب و بی منطقی ارائه می‌کند از بین نویسندگان و مصنفان یونانی، وی از همه به اصول مقیدتر است و از همهٔ ایشان نسبت به ابنای بشر احساس اشتراک فکر و احساس می‌کند. حال آنکه ظاهر کارش در بسیاری موارد زشت و گاه مستهجن می‌نماید.

## ترجمه‌های فارسی
مجموعهٔ آثار آریستوفان، توسط رضا شیرمرز، در اواخر دههٔ ۱۳۷۰ به فارسی برگردانده شد و توسط ناشرانی مانند نمایش و قطره به چاپ و انتشار رسید. بعضی از این آثار ترجمه شده به چاپ‌های متعدد رسیده‌اند. عطاالله کوپال نیز کمدی پرندگان را ترجمه کرده است.

## برای مطالعهٔ بیشتر
- خلج، منصور. درام‌نویسان جهان.
- کوپال، عطاالله. کمدی پرندگان.
- شیرمرز، رضا. کمدی‌های آریستوفان.